# Megacorma
Megacorma is een geslacht van vlinders uit de familie pijlstaarten (Sphingidae).

## Soorten
- Megacorma obliqua (Walker, 1856)